# Predator (personatge)
De l'anglès Predator, traduït com Depredador, o bé Yautja, el seu nom biològic, és una criatura extraterrestre de ciència-ficció, que es caracteritza per ser caçador de trofeus humans o altres espècies extraterrestres perilloses.
La seva primera aparició va ser el 1987 en la pel·lícula Predator, apareixent posteriorment en novel·les, còmics, fanzines i altres seqüeles cinematogràfiques de la cadena Fox com Predator 2, Alien vs. Predator, Aliens vs. Predator: Requiem, Predators i The Predator.
En les pel·lícules no tenen un nom concret, per la qual cosa es denomina a aquestes criatures els Yautja, Hish., o simplement Predators. Es dediquen a viatjar per la galàxia caçant a tota criatura digna d'enfrontar-se a les seves habilitats i que suposi un autèntic repte. El Predator va ser creat per Jim Thomas i John Thomas, el qual van dotar amb una avançada tecnologia, com el camuflatge i armes d'energia.

## Biologia
Físicament són de forma humanoide, però de major altura que l'ésser humà (entorn dels 2,20 o 2,40 m) i amb un crani molt diferent, ja que el seu cap posseeix uns ulls petits amb esclerótica de color negre i iris o de color verd, vermell o groc, capaços de veure solament en l'espectre de llum infraroja i ultraviolada, el nas consta d'unes esquerdes, una boca amb enormes mandíbules cruciformes mòbils, una oïda bastant desenvolupada i força superior a la humana.
La seva visió natural es basa en la percepció termográfica, però posseeixen tecnologia per optimitzar el seu espectre visual i també veure els diferents espectres de llum i calor del mitjà en què es troben. Respiren un 1 % més de oxigen i un 4 % més de nitrogen que els humans. Són capaços d'adaptar-se a l'atmosfera de la Terra fins a una setmana, més si disposen d'aparells per respirar. La seva sang està basada en el carboni i tenen una capacitat parcial per neutralitzar l'àcid de Xenomorf. La seva vida també és més llarga, ja que tenen la capacitat d'augmentar el temps de vida humà.
La majoria del seu cos és pur múscul, podent suportar un dur càstig físic, solen pesar entre 140 i 190 kg; posseeixen una estructura corporal relativament fornida, a causa de la seva activitat i dieta. Tenen urpes negres i fortes. En lloc de cabell posseeixen una corona de conductes capil·lars de superfície llisa, gruixos en la seva part superior, disminuint en els extrems fins a acabar en punta (tenen l'aspecte de rastas) Aquests conductes van d'una templa a una altra a l'altura del clatell, varien de color i forma segons l'edat i raça, tenen la funció de regular la calor corporal de l'individu, hagut de que a través d'elles circula sang, controlant la calor segons sigui la temperatura, alta o baixa. La pell és generalment de tons verds, clars o foscos depenent de la zona, acompanyada d'escates de color cafè, negres o verds; mans similars a les dels humans, excepte perquè els dits acaben en arpes, peus amb cinc dits, taló a manera d'un espoló i sang de color verd fosforescent.
Els mascles de l'espècie són més alts i més forts que les femelles, amb les glàndules mamàries menys desenvolupades i de menor grandària. Les femelles emeten un almesc en estar en zel estrogènic. Es dediquen a criar i educar als seus fills en l'art de caçar, encara que elles normalment no cacen, excepte en rares excepcions.
Segons es pot apreciar en la pel·lícula Predators, un dels Predators està emmanillat per altres 3, els quals, possiblement pertanyin a la casta dels Mala Sang, casta que és considerada criminal entre la societat Yautja.

## Preses
Els seus objectius preferits són els Xenomorfs i l'espècie humana, amb els quals han tingut trobades al llarg de la història.
Tenen contacte amb els humans des de fa 14.000 anys a l'Antàrtida, passant per civilitzacions com l'antic Egipte, la cultura de Cambodja i els asteques.
A més, cacen diverses espècies extraterrestres indefinides, com es mostra a Predator 2, quan dins de la nau es mostren diferents i estranys cranis en exhibició com a trofeus, fins i tot es pot apreciar el crani d'un Xenomorf penjat. A la pel·lícula Aliens vs. Predator: Requiem, també es pot observar una gran varietat de cranis, incloent el de l'espècie sobrenomenada Space Jockey (Enginyer).
També es creu que les espècies animals que surten a la pel·lícula Predators abans els caçaven.

## Planeta[calcitació]
El seu nom és Yautja Prime, un planeta àrid i sec amb 2 estels, malgrat comptar amb aquestes característiques alberga vida. No solament és el planeta natal dels Yautjas, sinó de moltes altres espècies menors; és un lloc d'extrema calor, amb activitat volcànica intensa i constant, aquesta és la raó principal que aquestes criatures siguin atretes a llocs amb molta calor i que el seu equip visual estigui adequat per a aquest propòsit.
Té 2 ecosistemes: un de radioactiu, el més extens, amb deserts infernals pels quals corren rius de lava. Un altre, moltíssim menor en proporció, amb boscos i jungles regats per múltiples rius, en tots dos ecosistemes existeixen espècies natives.
Al llarg de tot el planeta es poden trobar les construccions yautjas, sigui el que sigui l'ecosistema.
En el videojoc Alien vs Predator: Extinction, es diu que la pell dels yautjas és molt resistent a la calor intensa perquè viuen en un planeta àrid i mort. En el film Alien vs. Predator, en ser atacat per una torxa casolana, aquest no es veu danyat, però són sensibles al fred podent sucumbir a temperatures de 10 graus, en Alien vs. Predator es pot apreciar que l'armadura dels Predators és major que en les altres pel·lícules ja que comptava amb un sistema de calefacció.
A Aliens vs. Predator: Requiem es mostra una vista breu del seu planeta, sent aquest molt àrid però urbanitzat, a més posseeix 2 estels o estels binaris el que fa l'efecte d'una calor extrema.
En la pel·lícula Predators es pot observar un planeta destinat a la cacera. En ell, hi ha una gran selva, similar a l'Amazones, amb una calor extrema. Es poden veure nombrosos planetes, en el sector on es troben els humans seleccionats per ser caçats, les brúixoles no marquen un lloc definit, i el sol no es mou a cap moment. És possible que això es degui al fet que es trobin en el pol sud o el pol nord del planeta. En aquest planeta armen campaments per sortir a caçar. Cada temporada envien espècimens de diverses espècies d'extraterrestres a les quals caçar, en el cas dels humans són seleccionats persones violentes que llancen amb paracaigudes sobre el planeta, per després caçar-los.
cal ressaltar que aquest no és el planeta natal, sinó solament un vedat de caça usat per alguns clans per desenvolupar les seves habilitats i caçar lliurement.
També existeix la possibilitat que el trio Yautja aparegut en aquest film correspongui al que en els còmics es denomina Mala Sang, individus rebutjats en la societat per no seguir les regles d'honor o les lleis de la societat, ja sigui per tractar-se de criminals o psicòpates que en general destaquen per caçar i matar indiscriminadament prenent com a trofeus fins i tot a uns altres de la seva espècie i violant les regles de la caça (un Yautja normal mai caça en una reserva natural, ni utilitza naus o un altre complement de caça).

## Cultura[calcitació]
En les pel·lícules la societat dels Predators es fa veure un gust i una preferència per la caça d'altres espècies (per col·leccionar les seves espines dorsals juntament amb el crani), ja que han estat caçant humans almenys d'ençà el segle xviii segons s'afirma en la pel·lícula Predator 2, així com Xenomorfs (alien) i altres espècies.
A Alien vs Predator s'explica que la Terra era una espècie de camp d'entrenament i ells van ser els que van ensenyar a les civilitzacions antigues a construir temples per adorar-los i servir-los com a incubadores vives dels Aliens. Visitaven la Terra a intervals de 100 anys i escollien alguns humans per a la cacera creant l'última presa: l'Alien. El Predator guanyador de la cacera es posaria la marca amb l'àcid de la sang de l'Alien dibuixant el símbol propi de la seva tribu com a part d'un ritual.
Segons s'ha plantejat en alguns còmics, la cultura d'aquesta raça és extremadament civilitzada i pacífica encara que en un passat van ser una comunitat bàrbara i violenta on la guerra era comuna, això ja que la seva raça és agressiva i violenta per naturalesa, per la qual cosa per assegurar l'estabilitat de la societat es van instaurar les caceres, com una forma de canalitzar els instints dels individus.

### Lleis
Són criatures amb un alt sentit del honor i d'un intel·lecte superior a l'humà:
- No ataquen a dones embarassades, ancians, malalts o nens.
- El seu codi d'honor els exigeix que una derrota en combat o una fallada en la cacera que els posi en perill de ser descoberts signifiqui la seva autodestrucció.
- Prendre el trofeu d'un altre Predator mort és considerat un insult.
- És deshonrós matar quan s'està camuflat tret que representi perill de mort.
- No està permès unir-se a una cacera d'altres guerrers i clans o caçar sense el seu permís.
- Les preses o éssers d'altres espècies que vencin a un yautja en cacera, sempre que es tracti d'éssers intel·ligents i no de bèsties salvatges, seran considerats «Notables» (exceptuant als Xenomorfs) i no podran ser caçats o atacats per un altre yautja.
- Si un yautja mata a un altre, deixarà de pertànyer al clan i es convertirà en un mala sang, sent perseguit per altres yautjas fins a matar-ho.
- Si trenquen una regla els exilia del clan o fins i tot poden pagar amb la mort.

### Religió
Són una cultura politeista les doctrines religioses de la qual estan profundament lligades a l'origen i orientació dels seus valors morals i ètics alhora que la seva església i integrants posseeixen una forta influència i autoritat moral i social sobre ells.
- Cetanu, la deïtat suprema de la seva partenon, descrit com el guerrer negre que guanya totes les batalles, és a dir, la Mort. L'ambició de tot yautja honorable és tenir una vida que imiti la naturalesa d'aquesta deïtat i ho apropi a ell. No posseeix una forma fixa i per un yautja en combat pot presentar-se com un germà, una presa, un humà o un accident per portar-ho al seu costat. Posseeix una naturalesa dual: Cetanu el benèvol, vestit amb armadura negra i adorns i ulls daurats premia als caiguts amb honor portant-los a l'altre món; l'altra és Cetanu el Destructor, yautja deformi de quatre braços i sis ullals que pren les ànimes dels caiguts en desgràcia i les devora i tortura per l'eternitat. L'ús de camuflatges, visors i armes de llarga distància té pels yautjas un sentit religiós ja que és una forma d'apropar-se a Cetanu, qui tot ho veu, mata sense ser vist i sense tocar. Tot yautja en arribar a l'adultesa jura arribar a superar al primer assassí malgrat que tots són conscients que estan destinats a fracassar. Se li representa amb un estel de sis puntes i és el protector dels àrbitres.
- Dto-hult'ah, déu de l'agricultura, la terra i les emocions més tranquil·les, com la paciència, la devoció i la satisfacció, també és el patró de les arts visuals, com el tallat i la pintura. Dto-hult'ah apareix com un Yautja vestit amb una sort de kilt, portant un morral i amb els seus braços embolicats per plantes trepadoras. És company de Kayana i pare de l'Horda. El seu símbol és la fulla d'una enredadera.
- Guan Nrak'ytara, deessa dels somnis, l'aire, el canvi i la inspiració sobtada. Era un yautja que va aprendre els secrets de foc, medicina i armes i els va ensenyar als seus camarades en l'època primitiva després de superar tres tasques donades pels déus, aconseguint així també la divinitat. Apareix com un Yautja alado vestit amb una túnica folgada i unit a un dimoni. El seu símbol és la brisa.
- Dj.'dha-sain'ja, déu de l'aigua, el diluvi i el temps. Apareix com un Yautja vestit amb una túnica d'escates brillants. Té llargues i fluïdes aletes que creixen de la seva esquena i dits palmeados. Els apèndixs del seu cap sempre degoten i el seu símbol és una ona.
- Kayana, la deessa de la guerra, el foc, les emocions apassionades com la ira, l'amor i l'obsessió i també la patrona de la dansa i la música. Vesteix sol taparrabos i un petit peto, però moltes vegades es manifesta nua, sempre embolicada en foc. És la mare de l'Horda i filla de Cetanu i Lil-ca. el seu símbol és una flama.
- Lil-ka, la deessa de la vida, la maternitat i la venjança. També crida Paa-ja, és la reina dels déus i de naturalesa dual igual que Cetanu la seva parella. Com la Mare Lil-ca, el seu aspecte benèvol, posseeix un aspecte maternal i bell, vestida amb túniques pesades i elegants; com Lil-ca la venjadora, vas veure armadura i persegueix als qui violen la vida i les lleis, arrossegant-los per castigar-los. El seu símbol és un cercle.
- Mab'ii'tang, heroi castigat pels déus amb la immortalitat per exigir el que no era seu, ja que el major honor i glòria dels yautjas és morir barallant per impressionar a Cetanu i guanyar un lloc d'honor en el més enllà, en ser immortal està condemnat a mai rebre el seu premi ni que la seva ànima pugui descansar.
- Mara'khen, déu de les tempestes i els artesans. El primer fill de Kayana i Dto-hult'ah i qui menys naturalesa demoníaca posseeix. Té quatre braços amb una arma o eina diferent en cadascun. El símbol és una espasa.
- L'Horda, els milers de fills demoníacs de Kayana. El tema dels malsons. Solen estar al servei de Cetanu i Lil-ca per portar justícia als qui han violat les lleis. Ocasionalment s'alliberen per causar problemes. Sovint espien per Kayana. Molts passegen pel món físic explicant històries i intervenint en els assumptes dels mortals.
- Sacerdotesses, major càrrec que una femella pot aconseguir i al que pot aspirar és la seva societat, atenen els temples dels seus déus i posseeixen una autoritat gairebé a l'una dels Ancians i el respecte d'aquests, quan prenen una decisió qualsevol mascle amb un estatus igual o inferior a un Honorable acata sense fer preguntes.
- Summe sacerdot, un dels pocs càrrecs religiosos dut a terme pels homes i amb autoritat per sobre les sacerdotesses encara que són molt escassos. Serveixen al temple de Cetanu i malgrat dedicar-se a la vida religiosa se sap que són guerrers per sobre del comú, encara que solament cacen per motius religiosos o per eliminar individus o esdeveniments d'extrema gravetat que es considerin heréticos o pecaminosos per a la seva societat.

### Rituals
Solen tenir en la seva societat diversos rituals depenent de l'edat del Predator :
- El d'iniciació, on s'ensenya als joves l'art de la caça.
- El de sagnat, que és la graduació dels yautjas i la seva primera cacera.
- El ritual de l'ascens, que s'aconseguirà gràcies a la dificultat de les caceres en les quals pren part el yautja.
- El ritual de la caça que és la peça fonamental de la seva societat.
- La castració, que es produeix com un càstig en cas d'un problema greu en el compliment del codi.
- El trenat que mostra el caçador.
- El festeig, on el mascle torna al seu planeta en l'època exacta i presenta els seus trofeus per conquistar a la femella.
- Els concilis que es realitzen cada dècada abans del festeig i són presidits pels yautjas més vells.
- El funeral, que depèn del grau d'importància del caçador en la seva societat, si no va tenir glòria es deixa en el mateix lloc que va morir i si ha estat honorable se li donen els honors precisos.

### Ordre social
L'ordre social dels Predators està compost per:
- Caçadors: cap espècie es compara amb ells. La seva altura és de 2,40 m (7 peus 10 polz), fortes, silenciosos i hàbils per caçar, són els més destacats en l'ordre social.
- Ancians: els més poderosos, que han efectuat centenars de caceres.
- Honorables: elit social amb grans trofeus.
- Àrbitres: agents de la llei; jutges, jurats i botxins dels infractors, usen armadures platejates i part de les seves responsabilitats és caçar als mala sang.
- Guerrers: no cacen al costat del clan i participen en solitari, són els més silenciosos per a la caça.
- Sagnats: ja han caçat bastant i són una mica majors.
- Joves sagnats: guerrers recentment sagnats.
- Sense sagnar: són els més petits de la societat que encara no poden lluitar.
- Indesitjables: febles o covards.
- Mala sang: deshonrats, psicòpates o criminals considerats perillosos deshonrosos per al clan.
- Predalien: híbrids nascuts de Yautjas infectats per Xenomorfs, són un tabú i una blasfèmia per a l'espècie, han de ser assassinats immediatament i sense contemplacions.

### Notables
Els anomenats «Notables» són individus d'altres espècies que han demostrat un honor i habilitat dignes de lloança als ulls dels Yautjas, per la qual cosa davant ells ascendeixen a un nivell per sobre de la resta de la seva espècie, abandonant l'estereotip de "trofeu" i passant a ser vist com un guerrer o caçador; es consideren intocables per a altres Predators, prohibint la seva caça, uns altres ho són en vèncer a una presa superior (com Xenomorfs). Se'ls reconeix perquè generalment reben com a premi l'arma d'una presa vençuda anteriorment.
El primer de tots els Notables de l'univers AVP va ser Mike Harrigan, qui va vèncer a un caçador en una baralla rajo a mà rebent com a regal de part de l'Elder d'aquesta expedició una arma humana del segle xviii com a reconeixement. Un altre cas conegut en l'època contemporània va ser Alexa Woods qui va acompanyar a un jove caçador en la seva iniciació, guanyant el dret a ser reconeguda com un caçador iniciat i rebent com tal la marca del clan a més de la llança personal de l'Elder que comandava la partida de caça.
En els còmics, el primer notable va fer la seva aparició a Aliens Versus Predator, el primer crossover d'ambdues sagues publicat el 1990, ella va ser Machiko Noguchi, una jove executiva de la Corporació Chigusa, encarregada de l'administració de Prosperity Wells, la colònia ramadera del planeta Ryushi; encara que en un inici se li mostra com una oficinista que mai surt del seu despatx, va demostrar durant l'incident posseir grans habilitats amb les arts marcials i armes de foc. Els colons ignoraven que aquest planeta era un vedat de caça yautja utilitzat per provar als Sense Sagnar en un combat contra Xenomorfs que ells mateixos alliberaven al planeta, desgraciadament la nau yautja s'estavella en aterrar i Banya Trencada, el guerrer a càrrec de supervisar als Sense Sagnar, queda greument ferit pel que els joves sense supervisió, se surten de control caçant humans per diversió, incloent ancians i nens. Banya Trencada, en pagament per l'ajuda mèdica que rep dels humans es dedica a protegir-los de Xenomorfs i yautjas per igual i finalment, en morir barallant contra la regna costat a costat amb Machiko, li dona a aquesta la marca del seu clan amb les seves últimes forces com a reconeixement que és un Notable.
El regal amb que l'elder reconèixer a Harrigan com un notable en el segon film té la seva explicació en el còmic Predator 1718, on es relata que quan aquest elder àdhuc era un noi es va fer camarada d'un pirata anomenat Rafael Adolini i junts van combatre a una tripulació amotinada, abans de morir per les seves ferides Adolini va obsequiar la seva arma al yautja dient-li "Take it" (agafa-la), acte que est repetiria amb Harrigan com una forma de reconèixer-ho com algú al mateix nivell que el primer notable que conegués en la seva joventut.
En el còmic Batman vs Predator, en finalitzar la batalla on Bruce Wayne gairebé mata al caçador, apareix una delegació d'aquests, obligant al fet que el vençut s'immoli amb una espasa. Una vegada fet això, l'espasa li és oferta a Wayne com a premi i reconeixement. De la mateixa forma en Predator vs Magnus Robot Fighter després que Magnus derrota al caçador els seus camarades li ofereixen un anell del vençut com a reconeixement.
Encara que el Notable és respectat pels Yautjas, si ha de conviure amb ells serà relegat per la comunitat, àdhuc si se li permet participar en les caceres, quedant classificat amb un nivell intermedi entre els joves sagnats i els sense sagnar i sent relegat a comunicar-se solament a través del llenguatge de la caça, un idioma per senyals usat durant la cacera, ja que no se'l considera digne d'aprendre el llenguatge social de l'espècie.
Encara que rares vegades ocorre, pot donar-se el cas que un caçador mat a un innocent o intenti caçar a un «Notable». En aquest cas es declara una «cacera» contra el Predator renegat, que només conclou amb la mort d'aquest.

## Tecnologia[calcitació]
Posseeixen una molt avançada tecnologia, sent capaces de construir armes que disparen projectils d'energia, potents explosius o sofisticats sistemes electrònics. També apliquen aquest alt nivell tecnològic a armes més bàsiques com les fulles, les llances o les xarxes ja que, segons ells, és una manera més honorable de caçar. Entre els sistemes més famosos que posseeixen es troben la màscara que els proporciona diferents maneres de visió, canons de plasma de gran precisió i un dispositiu de camuflatge òptic que els ajuda en la seva tasca, mitjançant el qual adopten una gairebé completa invisibilitat.
Destaca també l'ús del plasma, quart estat de la matèria i que és aconseguit quan el material aconsegueix altes temperatures, que es poden obtenir col·lisionant un grup d'àtoms de l'element triat contra un feix de neutrons i controlar-ho mitjançant un camp magnètic. També és molt important el resistent metall que porten en les seves armadures, ja que es tracta d'un material similar a l'alumini en lleugeresa i resistents als àcids Xenomorfs per exemple; també segons el rang que posseeixin les armadures són més resistents.
Segons s'ha plantejat, és possible que aquesta raça hagi estancat el seu avanç tecnològic a propòsit, això s'exposa amb base en què la tecnologia que presentaven en arribar a la Terra fa milers d'anys, la utilitzada en l'actualitat i la que s'observa segles en el futur és similar, molt possiblement per la seva inclinació a les tradicions i al combat frontal, per la qual cosa solament utilitzen la tecnologia necessària per enfrontar i viatjar fins als seus objectius. No obstant això en la pel·lícula Predators, s'esmenta que aprenen de les tècniques i armes dels notables que aconsegueixen vèncer-los i estan en constant evolució quant a procediments i possiblement també en les millores a les seves armes.

### Equip
L'equip és creat enterament pel mateix clan al que pertany el Predator, és fabricat sota un ritual i és lliurat just abans del seu "sagnat".
Es compon de diversos tipus d'armadures:
- Armadura bàsica: consta d'una malla que no ofereix cap tipus de protecció, però manté el cos calent.
- Armadura de caçador: és lleugera, maniobrable i ofereix protecció en les parts més vulnerables. Depenent de la presa poden cobrir una major part, la modifiquen perquè sigui immune a l'àcid dels Xenomorfs o afegeixen parts de l'espècimen que van a caçar com l'exoesquelet.
- Armadura de caça de "alt rang": posseeixen més capes d'armadura, són més resistents als cops i trets. Poden tenir parts de les seves víctimes, el casc està íntegrament assenyalat amb marques de caçador.
- Armadura de guerra: no usada per caçar, solament per a èpoques de guerra, cobreix tot el cos menys el cap de l'individu.
- Armadura cerimonial: usada per castes superiors o caçadors de gran prestigi en cerimònies.

L'armadura està composta de genolleres, espinilleras, farmaciola, plaques metàl·liques (muscleres, pectorals, musleres...), sistema informàtic, casc, màscara d'emergència de metà, mantell de camuflatge, brazales amb els comandaments del computador i computadora de braç.

### Naus
Depenent de la utilitat i la quantitat de predadores que viatgin en la nau poden ser de diversos tipus:
- Les càpsules d'inserció: solen tenir forma de capolls florals, són llargs i aerodinàmics. Normalment per a un únic Predator, posseeixen poca maniobrabilitat ja que el vehicle se sol deixar caure en l'atmosfera.
- Rer'uda o Transbordador: és una nau petita per a un sol caçador, de curt abast i que es deixa caure lliurement en l'atmosfera.
- Nau estàndard o Man'daca: és el lloc on viuen els membres de les castes. Els caçadors dormen en el sòl i les castes superiors tenen les seves pròpies cambres i menjar millor.
- Nau Mare o Jag'd'ja Atoll: són bases mòbils, independents i que contenen naus estàndard a causa de la seva gran grandària i capacitat.

Tots els tipus de nau venen equipades amb un pilot automàtic, autodestrucció, targeta d'anàlisi, protecció d'ambient, càrregues de propulsió i mantell de camuflatge.

### Armes
Les armes són variades en les pel·lícules, i en el videojoc Aliens versus Predator 2 són esmentades algunes.

#### Combistick
És una llança que manejada bé pot ser una arma letal. Va ser vista en la pel·lícula Alien vs. Predator, quan un predator obsequia a la protagonista amb una d'elles. Aquesta feta per tallar acer i és molt lleugera, més que l'acer.

#### Escàner detector
És una de les seves noves eines que utilitza per rastrejar enemics basant-se en el seu ADN el qual es pot prendre de moltes maneres, per exemple en Aliens vs. Predator: Requiem el Predator Wolf ho usa per rastrejar a un abrazacaras.

#### Biomàscara
La seva màscara és un exemple de gran avanç ja que té tecnologia biològica. Té diversos dissenys que varien segons el clan al que el Predator pertanyi o en el rang que estigui. Algunes de les seves funcions són màcara antigas, respirador, amplificador de veu i so, múltiples maneres de visió, funció d'acostament (zoom), capacitat de diagnòstic del sistema, rastreig i comunicació, entre uns altres.
El casc serveix per detectar blancs i mitjançant un apuntador làser que guia els trets del canó en l'espatlla de la criatura, a més d'utilitzar-los com a protecció contra l'abrazacaras. Cada individu té una col·lecció pròpia de màscares.

#### Dispositiu d'encobriment
Aquest dispositiu li proporciona camuflatge durant la cacera fent-ho molt difícil de localitzar, encara que no és completament invisible. Quan el Predator es mou es pot apreciar una estela. Aquesta tecnologia també és usada en les seves naus. Aquesta tecnologia falla al contacte amb l'aigua. No funciona quan combaten als Aliens ja que aquestes criatures usen el seu sentit de l'olfacte per detectar a les seves preses i també es guien per les feromones que desprèn el Predator.

#### Sistema d'autodestrucció
És el seu dispositiu d'acte destrucció i és utilitzat com a mitjà i últim recurs per salvaguardar el seu honor després de fallar en la cacera (ja que prefereixen morir amb honor que viure com a covards o febles), també per aniquilar grans nius de Xenomorfs o una epidèmia d'aquests fora de control, com es va veure en la pel·lícula Alien vs. Predator ja que és un dispositiu que pot ser dipositat. És termonuclear de tecnologia superior, destrueix tot en una àrea de 810 metres a la rodona i forma part de l'armadura del caçador.

#### Naginata
Arma cerimonial amb aspecte d'una vara amb fulles en ambdues cares que tallen qualsevol cosa. Mesura uns dos metres i mitjà d'altura i pesa dos quilograms. Proporciona distinció entre la resta a l'individu que la posseeix.

#### Arma de plasma (Sivk'va-tai)
També conegut com a canó tri, de plasma o arma d'espatlla, treballa juntament amb la seva màscara per adquirir blancs, és la seva arma principal, posseeix un gran abast i el seu potencial destructiu és tremend sent capaç de travessar qualsevol blindatge personal conegut per l'ésser humà ja que acumula energia gràcies al vestit; no obstant això també posseeix una petita font de poder interior perquè en cas que el seu alimentador de poder es danyi pot ser reemsamblada com un rifle de mà encara que després de dos o tres trets ha de reposar per acumular energia novament. Aquesta arma es complementa amb la biomáscara, on una mira làser de tres feixos assenyala a l'objectiu; a més la base del canó imita el moviment de la màscara, de manera que si el portador gira el seu cap l'arma pugui apuntar en l'adreça on estigui mirant.

#### Làser de polsera o antiga arma de plasma
Antiga versió de l'arma de plasma equipada a la base de la mà o sobre l'avantbraç que dispara un làser. Només apareix a Alien Versus Predator 2. Gasta molta energia.

#### Pistola de plasma (Taun'dcha)
Un dispositiu més modern que la pistola d'espatlla, pot disparar esferes d'energia a gran velocitat i provocar un petit bombardeig d'una àrea el qual electrifica i paralitza preses, s'utilitza sobretot per causar danys elèctrics i com aturdidor encara que no és molt còmoda i depèn de l'agilitat del Predator.

#### Llança (Ki'cti-pa)
És una espècie de llança de metall dur i desconegut que s'estén i es guarda sobre si mateixa. A causa de la gran força dels Predators pot ser una arma llancívola temible composta per aliatges irrompibles amb càrregues elèctriques en els extrems. Una vegada llançada manté línia recta constant fins als 1000 peus, límit en el qual descendeix fins al sòl on es torna a la forma habitual per ser recollida.

#### Disc Intel·ligent
Ràpid i precís, s'autoguía segons la màscara del Predator, és un petit disc que en estrènyer-ho s'activa sortint d'ell una vora afilada o diverses fulles. Aquesta arma l'utilitza Harrigan (Predator II) per ferir i més tard matar el caçador. Fabricat amb els mateixos materials que la llança, té facilitat per tallar i torna a les mans del seu tirador com si d'un bumerang es tractés.

#### Llança-xarxes (Bhrak-chei)
Una pistola o guantelete d'alta tecnologia que en les pel·lícules es visualitza amb un lanzaredes normal. Les xarxes estan formades per algun filament metàl·lic desconegut i quan es dispara fixa a la víctima al sòl gràcies a unes puntes que es claven i fan impossible escapar ja que la xarxa, mitjançant un mecanisme desconegut de torsió dinàmica, es tiba progressivament torturant a la víctima ja que el filament de la xarxa talla la carn. Això tret que la víctima tingui una arma que pugui tallar la xarxa, la qual cosa és difícil (gairebé impossible) per a un humà posat que en Alien vs Predator es veu que en intentar tallar la xarxa amb un ganivet de combat fet d'acer, el ganivet és tallat per la xarxa, o en el cas d'un Xenomorf, la seva sang àcida dissol i trenca la xarxa dificultant la seva captura.

#### Dart Gun (Kv'vurj-de)
Es tracta d'una pistola que llança fletxes d'igual forma que una ballesta, és petita i usa aire comprimit per al tret. Les fletxes poden contenir verí mortal en el seu interior.

#### Fulles de canell (Dah'kte)
Són unes llargues fulles introduïdes en l'avantbraç del caçador que en estrènyer el puny s'estenen i capaços de tallar qualsevol metall. Tenen una longitud de 40 a 80 centímetres, poden girar 180 graus i són retràctils. Solament un alien pot competir amb aquesta arma encara que els Predator disposen de vegades d'una fulla immune a qualsevol tipus d'àcid.

#### Shuriken
Petit disc que en estrènyer un botó estén les seves sis fulles serrades. S'usa com el disc intel·ligent però de menys grandària i com un bumerang, per retractar les fulles ha d'agitar-se dues vegades.

#### Fuet
Arma que el Predator usa per eliminar adversaris a una distància no gaire llarga, ho llança i en atrapar a la seva víctima tira del fuet i la pressió s'encarrega de dividir al seu oponent en diferents seccions.

#### Àcid
Aquesta eina la qual es mostra en acció en Aliens vs Predator: Requiem. Ha estat usada pels Predators des de Predator II, la seva funció bàsica és corroir a les víctimes del Predator o dels Aliens sense deixar cap tipus de petjada o rastre, perquè els humans no robin la seva tecnologia i segueixin desconeixent a la seva raça i als Aliens. Aquest àcid ha mostrat ser altament corrosiu tant per aliens com altres espècies, per tenir alguns compost de substàncies químiques, les quals potencien aquest efecte; això provoca que pot dissoldre la matèria ordinària i afectar de tal forma als teixits d'un alien.

#### Barres làsers
Són uns dispositius que s'adhereixen a qualsevol superfície que s'activa per mitjà d'una mini computadora que tenen els Predator en el seu braç, aquest dispositiu allibera uns làsers capaços de tallar a qualsevol individu. Formen una barrera les quals els serveixen als predadores per empresonar a un enemic, per posar un perímetre o per ajudar-li en la destrucció d'oponents que siguin de nombres majors en empènyer-los cap a les barres.

#### Espasa extensible
Les hi ha llargues i curtes i algunes poden ser retretes per ocupar el menor espai possible, solen estar adornats amb ossos i petxines.

#### Kit de primers auxilis
Quan el predator rep ferides serioses pot cauterizarlas amb aquest sistema que inclou una safata autodesplegable, material quirúrgic i productes químics. El procés, practicat pel mateix caçador sense cap anestèsia, és altament dolorós.

#### Altres
A més de les armes ja citades hi ha unes altres que també són dignes d'esmentar-se com són els canons llançadors, el llançaflames, els matxets, les magranes, l'esprai químic, la pistola arpó, la navalla de mà i els paranys en aquest cas serien les trucades "minis" esmentades en el predator concreti jungle (hi ha 4 tipus les premi minis, les firebomb, les sonic trap i les plasma minis).

## Pel·lícules
Per a la primera pel·lícula de Predator els creadors volien que el Predator fos àgil, fort i tingués coneixements d'arts marcials. Primer es va pensar amb Jean Claude Van Damme però finalment es va negar més tard a causa dels "stunts" perillosos va ser llevat i reemplaçat per Kevin Peter Hall. En la primera pel·lícula, després de sis mesos de treball en les jungles de Palenque, Mèxic i algunes escenes gravades a Selva Negra, Nicaragua Stan Winston, el creador del Predator va poder fer un de nou que va finalitzar al febrer de 1987.

### Predator
En la pel·lícula estrenada el 1987, un grup de forces especials nord-americà, altament entrenat, és enviat a la jungla de Guatemala per localitzar a un polític important accidentat a la zona. Els soldats no troben al polític, però sí un helicòpter i als seus ocupants salvatgement mutilats, per la qual cosa assumeixen que és una venjança de guerrillers. Així mateix, troben les restes mutilades d'un grup de soldats nord-americans; aquest grup també era de forces especials (boines verdes). Una vegada que han donat la missió per finalitzada es troben amb alguna cosa estrany que els aguaita en l'espessor de la selva i l'origen de la qual no aconsegueixen descobrir. D'un en un caça a tots els components menys a Dutch (Arnold Schwarzenegger), qui sobreviu i aconsegueix vèncer a l'extraterrestre, que abans de ser capturat s'autodestrueix.

### Predator 2
Apareix el 1990 la seqüela de Predator, que transcorre 10 anys després dels fets narrats en la pel·lícula original pel que s'ambienta el 1997. En aquesta ocasió un nou Predator arriba a la ciutat de Los Angeles on es lliura una batalla contra la droga. Al comandament de la policia està el detectiu Mike Harrigan (Danny Glover) que de sobte veu com narcotraficants i policies cauen cruelment assassinats amb una ferocitat inusitada, sent ara els policies el blanc de l'assassí. Finalment Harrigan baralla amb el Predator i ho mata usant les seves pròpies armes contra ell, els del seu clan l'hi porten i a canvi li donen a Harrigan una arma del segle xviii.

### Alien vs. Predator
L'any 2004 apareix en la "gran pantalla" una nova pel·lícula amb el Predator i l'Alien com a protagonistes, en aquesta ocasió es desenvolupa en l'octubre de 2004 on l'amo de "Indústries Weyland" finança una expedició a l'Antàrtida amb l'objectiu de descobrir una estranya piràmide que es troba sota el gel detectada gràcies a un satèl·lit per un senyal tèrmic. La piràmide resulta contenir una reina Alien que serà utilitzada com a ritu d'iniciació pels Predators.

### Alien vs. Predator 2: Requiem
Seqüela de la pel·lícula del 2004, que va sortir als cinemes el 2007 i que ens mostra com una nau Predator s'estavella contra la Terra després que un Predalien (híbrid d'un Alien i un Predator) aniquilés a la tripulació. Un últim supervivent de la nau aconsegueix enviar un comunicat al seu planeta abans de morir, començant així una lluita entre els Aliens i el Predalien contra el predator que vol aniquilar per complet qualsevol rastre de vida Alien.

### Predators
El 2010 i de la mà del Productor Robert Rodriguez apareix Predators dirigida per Nimrod Antal. Predators és la tercera pel·lícula de la saga, la història tracta sobre un grup d'humans que són deixats caure des de l'espai a un planeta selvàtic en el qual es reuneixen i s'adonen que estan sent caçats per una raça extraterrestre amb avançada tecnologia. El grup reuneix a un agent d'operacions especials, una soldat israeliana, un yakuza, un soldat africà, un sicari mexicà, un metge, un soldat rus i un assassí estatunidenc, els quals són caçats sense pietat per un grup de Súper Predators.

### The Predator
Pel·lícula de 2018 dirigida per Shane Black, és el quart lliurament de la sèrie Predator. Narra la història de Quinn McKenna un exsoldat de forces especials perseguit pel govern per obtenir accidentalment tecnologia yautja en la seva última missió. Quinn haurà de fer equip amb un grup de veterans pròfugs per rescatar al seu fill autista d'un estrany i poderós yautja que ha assenyalat al nen com la seva següent presa després de veure que aquest va poder desxifrar el seu llenguatge.

### Batman Dead End
Es tracta d'un curtmetratge independent de vuit minuts de durada, llançat el 2003. Escrit i dirigit per Sandy Collora, protagonitzat pel superheroi de DC Comics, Batman, un grup de Xenomorfs i un altre de yautjas.
Tot comença amb Batman posant-se el seu vestit mentre sent en la ràdio policial que The Joker ha escapat del Asil Arkham pel que ho rastreja fins a un carreró on després d'una curta baralla, Batman redueix a Joker i tots dos se submergeixen en una discussió on es recriminen tots dos ser fruit dels actes de l'altre.
Quan es disposa a portar a Joker davant la llei, des del sostre de l'edifici la cua d'un Xenomorf atrapa a Joker i l'hi porta, després d'assassinar-ho salta sobre Batman, però el tret d'un Yautja en el sostre mata a la criatura; en veure que és el següent objectiu Batman usa un batarang per destruir el canó, per la qual cosa el caçador baixa al sòl i tots dos s'embardissen en una baralla rajo a mà. No obstant això la diferència és radical i el Yautja després de vèncer es disposa a decapitar-ho, moment que Batman aprofita ja que el seu oponent baixa la guàrdia per atacar-ho i vèncer-ho. Desgraciadament en aquest moment descobreix que un trio de Yautjas l'espera en un extrem del carreró i en l'altre un grup de Xenomorfs. Sense mostrar temor, Batman es prepara per a la baralla i el curt acaba.

## Còmics
A més de les pel·lícules, han aparegut diversos còmics a càrrec de l'editorial Dark Horse, on s'han enfrontat a famosos personatges d'aquest mitjà, com Batman, Superman, Lliga de la Justícia, Tarzan i Terminator. El croosover més famós sens dubte és amb el Alien, del que han sortit una sèrie de còmics, videojocs i dos films. Existeix un còmic anomenat Aliens vs Predator vs the Terminator.

## Videojocs
- Els Predators o Yautja van ser protagonistes del videojoc d'arcade Alien vs. Predator, de 1994, inspirat en el còmic de Dark Horse i que després anys més tard va donar inspiració al seu torn a la saga de pel·lícules crossover entre aquestes dues criatures. Posteriorment es va llançar Aliens versus Predator el 1999, un joc de trets per a PC.
- Predator: Concrete Jungle[12] va ser llançat per a PlayStation 2 i Xbox el 2005 per part de l'extinta Eurocom.
- Aliens vs. Predator per a PlayStation 3, Xbox 360 i Microsoft va ser llançat el 2010. Desenvolupat per Rebelion Studios i distribuït per SEGA.
- Va ser llançada una aplicació o joc per a mòbil basat en Alien vs. Predator, anomenat AVP: Evolution, desenvolupat per Fox Digital Entertainment, Inc. i l'última actualització del qual rebuda va ser el 2016. També existeix un joc per a mòbils sobre la pel·lícula de Predators, titulat de la mateixa forma i desenvolupat també per Fox.
- Predator és un personatge descarregable en el videojoc Mortal Kombat X de 2015,[13] juntament amb el Alien.
- Va ser introduït el 14 de desembre de 2017 al joc Tom Clancy's Ghost Recon Wildlands per mitjà d'una actualització gratuïta que permet als jugadors iniciar una missió secundària sols o en cooperatiu per donar-li caça al caçador.[14]
- El 2020 s'estrenarà el videojoc Predator: Hunting Grounds en exclusiva per a PlayStation 4, desenvolupat per Illfonic en col·laboració amb 20th Century Fox.[15]